# Steffen Ernemann
Steffen Ernemann, né le 26 avril 1982 à Odder au Danemark, est un joueur de football danois qui occupe le poste de milieu de terrain.

## Carrière
Steffen Ernemann commence le football dans des petits clubs de la banlieue d'Aarhus avant de rejoindre le centre de formation du grand club de la ville, l'AGF Århus. Il intègre le noyau de l'équipe professionnelle en 2002 et joue une saison pour le club. Il rejoint ensuite l'AC Horsens, en deuxième division. Avec ce club, il décroche la montée au plus haut niveau national en 2005. Il quitte le club en 2007 pour rejoindre le Silkeborg IF où il joue durant deux saisons.
En juin 2009, Ernemann tente l'aventure à l'étranger et s'engage pour deux ans au SV Zulte Waregem, en première division belge. Rarement titularisé, il doit se contenter de jouer quelques bribes de matches avec sa nouvelle équipe, qui termine tout de même à la sixième place du championnat. La saison suivante, il est prêté au KSV Roulers, pensionnaire de Division 2, où il devient rapidement une des pièces maîtresses de l'entrejeu. Ses bonnes prestations ne sont pas jugées suffisantes par les dirigeants de Zulte et le joueur, en fin de contrat, décide de retourner au Danemark. Il rejoint l'équipe du Esbjerg fB et remporte le titre en deuxième division en 2012. 
Le 8 août 2013, Steffen Ernemann rejoint la Norvège pour s'engager en faveur du Sarpsborg 08, pour un contrat valable jusqu'à la fin de l'année.

## Palmarès
- Une fois champion du Danemark de deuxième division en 2012 avec Esbjerg fB

## Statistiques
| Saison                | Club                  | Championnat           | Championnat | Championnat | Coupe(s) nationale(s) | Coupe(s) nationale(s) | Total | Total |
| Saison                | Club                  | Division              | M.          | B.          | M.                    | B.                    | M.    | B.    |
| 2002-2003             | AGF Århus             | Superligaen           | 17          | 3           | -                     | -                     | 17    | 3     |
| Sous-total            | Sous-total            | Sous-total            | 17          | 3           | -                     | -                     | 17    | 3     |
| 2003-2004             | AC Horsens            | Division 1            | 26          | 7           | -                     | -                     | 26    | 7     |
| 2004-2005             | AC Horsens            | Division 1            | 32          | 1           | -                     | -                     | 32    | 1     |
| 2005-2006             | AC Horsens            | Superligaen           | 32          | 1           | -                     | -                     | 32    | 1     |
| 2006-2007             | AC Horsens            | Superligaen           | 21          | 0           | -                     | -                     | 21    | 0     |
| Sous-total            | Sous-total            | Sous-total            | 111         | 9           | -                     | -                     | 111   | 9     |
| 2007-2008             | Silkeborg IF          | Superligaen           | 25          | 9           | -                     | -                     | 25    | 9     |
| 2008-2009             | Silkeborg IF          | Superligaen           | 26          | 5           | -                     | -                     | 26    | 5     |
| Sous-total            | Sous-total            | Sous-total            | 51          | 14          | -                     | -                     | 51    | 14    |
| 2009-2010             | SV Zulte Waregem      | Jupiler Pro League    | 20          | 2           | 2                     | 1                     | 22    | 3     |
| Sous-total            | Sous-total            | Sous-total            | 20          | 2           | 2                     | 1                     | 22    | 3     |
| 2010-2011             | KSV Roulers           | Division 2            | 28          | 8           | 1                     | 0                     | 29    | 8     |
| Sous-total            | Sous-total            | Sous-total            | 28          | 8           | 1                     | 0                     | 29    | 8     |
| 2011-2012             | Esbjerg fB            | Division 1            | 8           | 0           | 0                     | 0                     | 8     | 0     |
| 2012-2013             | Esbjerg fB            | Superligaen           | 23          | 1           | 5                     | 0                     | 28    | 1     |
| Sous-total            | Sous-total            | Sous-total            | 31          | 1           | 5                     | 0                     | 36    | 1     |
| 2013                  | Sarpsborg 08 FF       | Tippeligaen           | 11          | 2           | 0                     | 0                     | 11    | 2     |
| 2014                  | Sarpsborg 08 FF       | Tippeligaen           | 24          | 2           | 5                     | 0                     | 29    | 2     |
| 2015                  | Sarpsborg 08 FF       | Tippeligaen           | 28          | 3           | 5                     | 0                     | 33    | 3     |
| 2016                  | Sarpsborg 08 FF       | Tippeligaen           | 25          | 4           | 5                     | 2                     | 30    | 6     |
| Sous-total            | Sous-total            | Sous-total            | 88          | 11          | 15                    | 2                     | 103   | 13    |
| 2017                  | Viking FK             | Tippeligaen           | 0           | 0           | 0                     | 0                     | 0     | 0     |
| Total sur la carrière | Total sur la carrière | Total sur la carrière | 346         | 48          | 23                    | 3                     | 369   | 51    |